# Krzysztof Nykiel (duchowny)
Krzysztof Józef Nykiel (ur. 28 lutego 1965 w Osjakowie) – polski duchowny rzymskokatolicki, doktor prawa kanonicznego, biskup, regent Penitencjarii Apostolskiej od 2012.

## Życiorys
Urodził się 28 lutego 1965 w Osjakowie, pochodzi z parafii św. Rocha w Konopnicy w archidiecezji częstochowskiej. W 1984 złożył świadectwo dojrzałości i wstąpił do Wyższego Seminarium Duchownego w Łodzi. Święcenia kapłańskie przyjął 9 czerwca 1990 w katedrze łódzkiej z rąk miejscowego biskupa diecezjalnego Władysława Ziółka. W tym samym roku uzyskał tytuł magistra teologii na Akademii Teologii Katolickiej. W 2001 na Papieskim Uniwersytecie Gregoriańskim uzyskał stopień doktora prawa kanonicznego.
W latach 1990–1991 był wikariuszem w parafii Najświętszej Maryi Panny Królowej Polski we Włodzimierzowie, a w 1991 rozpoczął pracę przy parafii pw. św. Anny w Passoscuro, w diecezji Porto-Santa Rufina, skupiając się na duszpasterstwie Polaków. W latach 1995–2002 pracował w Papieskiej Radzie ds. Duszpasterstwa Służby Zdrowia. W 2002–2012 pracował w Kongregacji Nauki Wiary, będąc bliskim współpracownikiem ówczesnego prefekta tejże kongregacji, kardynała Josepha Ratzingera, do momentu jego wyboru na papieża w 2005 roku. Został postulatorem procesów beatyfikacyjnych i kanonizacyjnych Czcigodnych Służebnic Bożych Wandy Malczewskiej i Marii Julitty Ritz. 26 czerwca 2012 Benedykt XVI mianował go regentem Penitencjarii Apostolskiej. 20 lipca 2001 został mianowany przez papieża Jana Pawła II kapelanem Jego Świątobliwości, a 3 maja 2010 papież Benedykt XVI podniósł go do godności prałata honorowego Jego Świątobliwości. 24 listopada 2005 został również kanonikiem honorowym Archikatedralnej Kapituły Łódzkiej, a 30 grudnia 2010 został mianowany prałatem Kamery Apostolskiej. 
18 grudnia 2009 został sekretarzem pomocnicznym międzynarodowej komisji do zbadania sprawy objawień w Medziugoriu. 23 kwietnia 2010 został członkiem Rady Rewizyjnej Polskiego Instytutu Kościelnego w Rzymie, a 5 stycznia 2011 papież Benedykt XVI mianował go konsultorem Papieskiej Rady ds. Duszpasterstwa Służby Zdrowia.
Jest członkiem komitetu wydawniczego periodyku „Studi sul Dolore e di Bioetica”, Stowarzyszenia Kanonistów Polskich, a współpracuje z redakcjami polskiej edycji „L’Osservatore Romano”, „Dolentium Hominum”, „Niedzieli” i „Rycerza Niepokalanej dla Polonii”. Angażuje się także we współpracę z polską sekcją Radia Watykańskiego. Pełni funkcję wykładowcy prawa kanonicznego na Papieskim Uniwersytecie Gregoriańskim.
13 maja 2017 został przyjęty do konfraterni zakonu paulinów.
1 maja 2024 papież Franciszek mianował go biskupem tytularnym Velii. 
Święcenia biskupie otrzymał 22 czerwca 2024 w bazylice św. Piotra na Watykanie, a głównym konsekratorem był kardynał Mauro Piacenza, emerytowany penitencjariusz większy, współkonsekratorami zaś: Penitencjariusz Większy kard. Angelo De Donatis oraz emerytowany arcybiskup łódzki abp Władysław Ziółek. Na zawołanie biskupie wybrał słowa „Patris corde” (Ojcowskim sercem). 23 czerwca 2025 w Ambasadzie Rzeczypospolitej Polskiej przy Stolicy Apostolskiej otrzymał Krzyż Oficerski Orderu Odrodzenia Polski